# Afro-soul
Genres associés
Afro-pop
L'afro-soul est un genre musical, fusion entre la musique soul et la musique africaine.

## Caractéristiques
Sa caractéristique distinctive de tout autre genre de musique africaine est la voix émotionnelle, en particulier du chanteur principal. Il existe un lien très fort entre l'afro-soul et d'autres genres comme l'afro-jazz (en), l'amapiano et l'afrobeat. L'afro-soul met le rythme en avant, rythme venant de l'expiration sortant de l'âme[réf. nécessaire].

## Musiciens notables
- Miriam Makeba[1], chanteuse sud-africaine primée aux Grammy Awards et militante pour les droits civiques[2] ;
- Zahara[3], sud-africaine, une prodige de la musique[4]
- Simphiwe Dana[5], saluée comme étant « la meilleure chose arrivée à la musique afro-soul depuis Miriam Makeba »[1] ;
- Muma Gee, chanteur nigérian ;
- TeeBan, chanteur nigérian ;
- Siphokazi, artiste sud-africain[6] ;
- Les Nubians, sœurs françaises, chanteuses de musique afropéenne[7] ;
- The Budos Band[8]  ;
- K'Naan[9] ;
- Ginger Johnson, percussionniste nigérian[10] ;
- Doug Kazé, chanteur-compositeur nigérian[11] ;
- Manu Dibango, du Cameroun[12] ;
- Nomfusi, chanteuse sud-africaine[13] ;
- Lekan Babalola[14], musicien et percussionniste de jazz nigérian ;
- Amanda Black, auteure-compositrice-interprète sud-africaine.

On ne peut parler d'afro-soul sans citer le nom de l'orchestre Afro Soul System qui a utilisé pour la première fois le terme Afro Soul lors de sa création en 1974[réf. nécessaire]. Le nom est donné à l'orchestre par Nicaise Traoré organiste du groupe, et cela car, à l'époque, Fela Kuti faisait de l'afrobeat, et Afro Soul System de l'afro-soul. 